# Paul Pataer
Paul Pataer (Gent, 26 november 1938 – aldaar, 13 februari 2025) was een Belgisch politicus en voorzitter van de Liga voor Mensenrechten.

## Levensloop
Paul Pataer studeerde rechten en ging werken bij het Algemeen Christelijk Vakverbond (ACW). Eind jaren 1960 werd hij lid van de jongerenafdeling van de CVP, waarmee zijn politieke carrière begon. In het midden van de jaren 1980 stapte hij uit de CVP en trad toe tot de progressievere SP. Voor de SP zetelde hij van 1985 tot 1991 en van 1992 tot 1995 in de Senaat: van 1985 tot 1991 als provinciaal senator voor Oost-Vlaanderen en van 1992 tot 1995 als gecoöpteerd senator. 
In 1995 werd hij OCMW-raadslid in Gent, maar besliste in 2006 om de ondertussen tot sp.a herdoopte partij te verlaten omdat hij het oneens was met het partijstandpunt over het vluchtelingenbeleid. Hij stapte over naar Groen en werd van 2007 tot 2011 opnieuw OCMW-raadslid. In 2011 volgde hij Vera Dua op als gemeenteraadslid tot hij in 2012 werd vervangen door een jongere kandidaat.
In 1996 werd hij voorzitter van de Liga voor Mensenrechten tot hij in 2004 werd opgevolgd door Jos Vander Velpen.
Pataer was gehuwd met Dora Vande Velde, die in 2024 overleed. Pataer overleed in februari 2025 op 86-jarige leeftijd.